# Scomberomorini
Scomberomorini Starks, 1910 é uma tribo de peixes marinhos perciformes pertencentes à família Scombridae.

## Taxonomia
A tribo agrupa 21 espécies repartidas por três géneros:
- Acanthocybium (Gill, 1862)
  - A. solandri (Cuvier, 1832)
- Grammatorcynus (Gill, 1862)
  - G. bicarinatus (Quoy & Gaimard, 1825)
  - G. bilineatus (Rüppell, 1836)
- Scomberomorus (Lacepède, 1801)
  - S. brasiliensis Collette, Russo & Zavala-Camin, 1978
  - S. cavalla (Cuvier, 1829)
  - S. commerson (Lacépède, 1800)
  - S. concolor (Lockington, 1879)
  - S. guttatus (Bloch & Schneider, 1801)
  - S. koreanus (Kishinouye, 1915)
  - S. lineolatus (Cuvier, 1829)
  - S. maculatus (Couch, 1832)
  - S. multiradiatus Munro, 1964
  - S. munroi Collette & Russo, 1980
  - S. niphonius (Cuvier, 1832)
  - S. plurilineatus Fourmanoir, 1966
  - S. queenslandicus Munro, 1943
  - S. regalis (Bloch, 1793)
  - S. semifasciatus (Macleay, 1883)
  - S. sierra Jordan & Starks, 1895
  - S. sinensis (Lacépède, 1800)
  - S. tritor (Cuvier, 1832)